# „Dom Kaźni” w Rypinie
„Dom Kaźni” w Rypinie – nazwa nadana siedzibie dawnego komisariatu Policji Państwowej w Rypinie, gdzie w pierwszych miesiącach niemieckiej okupacji członkowie paramilitarnego Selbstschutzu i funkcjonariusze Gestapo przetrzymywali, torturowali oraz mordowali mieszkańców Ziemi Dobrzyńskiej. Jesienią 1939 przez piwnice budynku przy ulicy Warszawskiej 20 przewinęło się ponad 1000 Polaków i Żydów, spośród których większość zamordowano na terenie budynku lub w pobliskich lasach skrwileńskich i rusinowskich. Obecnie w dawnym „Domu Kaźni” mieści się Muzeum Ziemi Dobrzyńskiej.

## Przejęcie władzy przez Selbstschutz
Rypin został zajęty przez oddziały Wehrmachtu w dniu 7 września 1939. W okupowanym mieście szybko zainstalowały się organy niemieckich władz policyjnych, państwowych i partyjnych. Funkcję landrata powiatu rypińskiego objął przysłany z Gdańska niejaki Borman, który wkrótce został jednak odwołany – ponoć z powodu niechęci do podejmowania drastycznych działań represyjnych przeciw miejscowej ludności. Bormana zastąpił Georg Will – protegowany gdańskiego gauleitera NSDAP Forstera – który objął jednocześnie funkcję kierownika powiatowej organizacji partyjnej (kreisleitera). W dawnym komisariacie polskiej policji państwowej przy ulicy Warszawskiej 20 ulokowano niewielką placówkę Gestapo, którą kierował niejaki Schultz.
Przed wojną powiat rypiński zamieszkiwało 8712 osób narodowości niemieckiej, co stanowiło 9,7% ogółu ludności powiatu (stan na 1 stycznia 1935). Wielu rypińskich Niemców zaangażowało się w działalność ugrupowań prohitlerowskich, takich jak Jungdeutsche Partei – a nawet w działalność dywersyjną lub szpiegowską. Po opanowaniu przez Wehrmacht Ziemi Dobrzyńskiej przedstawiciele niemieckiej mniejszości narodowej aktywnie wspierali działania władz okupacyjnych. Wielu wstąpiło w szeregi Selbstschutzu – paramilitarnej formacji, w której skład wchodzili volksdeutsche zamieszkujący ziemie przedwojennej Polski. Selbstschutz odegrał kluczową rolę w działaniach eksterminacyjnych prowadzonych przez nazistów na Ziemi Dobrzyńskiej.
W połowie września 1939 w Rypinie pojawił się Herman Kniefall – oficer SS, którego przysłano z Brodnicy z zadaniem zorganizowania struktur Selbstschutzu w powiecie rypińskim. Kniefall dobierając sobie do pomocy licznych miejscowych Niemców szybko zbudował silne i prężnie działające struktury Selbstschutzu. Wkrótce w szeregach „Samoobrony volksdeutschów” służyło już kilkuset mężczyzn z powiatu rypińskiego, z czego ok. 50 działało w samym Rypinie. Funkcję zastępcy i de facto prawej ręki Kniefalla pełnił 33-letni August Nikolai – przed wojną nauczyciel w szkole w Somsiorach (ożeniony z Polką). Spośród pozostałych członków Selbstschutzu miejscowej ludności najbardziej dali się we znaki: Heinrich Schlieske; Henryk Szramowski; bracia Edward, Johann i Richard Rotenbergowie (przed wojną Czerwińscy); Fryderyk i Henryk Gramze (ojciec i syn); Otto Bendlin; Edmund Gogolin; Albert Nickel oraz Ukrainiec Wasil Aleksiejew. Mirosław Krajewski podaje, że inspiratorem wielu antypolskich działań był duchowy przywódca rypińskich Niemców, pastor Waldemar Krusche, jednakże inne źródła wskazują, że po aresztowaniu i wywiezieniu przez władze polskie na początku września 1939 roku pastor nie powrócił już do Rypina.
W październiku 1939 powiat rypiński został wcielony do Rzeszy jako część rejencji kwidzyńskiej Okręgu Gdańsk-Prusy Zachodnie. Namiestnik Rzeszy Albert Forster początkowo sprzeciwiał się włączeniu obydwu powiatów Ziemi Dobrzyńskiej (lipnowskiego i rypińskiego) do swojej prowincji, gdyż uważał, że zamieszkująca je ludność polska nie posiada predyspozycji do zniemczenia (Lipno i Rypin należały przed 1918 do zaboru rosyjskiego). Ostatecznie władze III Rzeszy podjęły jednak decyzję o aneksji Ziemi Dobrzyńskiej, a Forster uzyskał w zamian zgodę na wcielenie sześciu zachodnich powiatów Prus Wschodnich do Okręgu Gdańsk-Prusy Zachodnie.

## Pierwsze represje okupanta
W powiecie rypińskim, podobnie jak na terenach całej Ziemi Dobrzyńskiej, okupanci przystąpili rychło do rozprawy z ludnością polską i żydowską. Niemieckie represje były wymierzone w pierwszym rzędzie w przedstawicieli polskiej elity społecznej i intelektualnej, którą naziści traktowali jako główną przeszkodę na drodze do szybkiego i całkowitego zniemczenia regionu. Miejscowi Niemcy mogli przy okazji załatwić wiele zadawnionych sąsiedzkich sporów i porachunków, jak również zagarnąć mienie mordowanych Polaków i Żydów. Owe mordy i aresztowania były zresztą elementem szerszej akcji eksterminacyjnej, realizowanej jesienią 1939 na okupowanych terenach Pomorza Gdańskiego. W ramach tzw. Intelligenzaktion (pol. akcja „Inteligencja”) Niemcy zamordowali wówczas ok. 30–40 tys. mieszkańców regionu.
Już 8 września 1939 Niemcy przeprowadzili w Rypinie szereg brutalnych rewizji w żydowskich domach. Dwa dni później wezwano wszystkich mężczyzn narodowości żydowskiej do stawienia się przed niedokończonym budynkiem gimnazjum. Tam spośród przybyłych wybrano grupę mężczyzn w wieku 18–30 lat, których zmuszono następnie do pracy przy budowie szkoły. Wiele osób zostało ciężko pobitych. 17 września Niemcy podłożyli ogień pod synagogę i bet midrasz , a następnie aresztowali przewodniczącego gminy żydowskiej, Szymona Kohna, pod zarzutem podpalenia (zarzut zmieniono później na spowodowanie pożaru przez nieostrożność). Żydów zmuszono do uprzątnięcia pogorzeliska i nałożono na nich kontrybucję w wysokości 30 000 zł. W październiku 1939 Niemcy powołali 12-osobowy Judenrat (złożony z przedstawicieli żydowskiej elity miasta), którego członków wkrótce aresztowano i ciężko pobito. Cała dwunastka wyszła na wolność dopiero po zapłaceniu okupu. Większość rypińskich Żydów, których nie zamordowano podczas licznych egzekucji przeprowadzanych jesienią 1939, zostało wygnanych z miasta w połowie listopada.
Represje spadły również na ludność polską. Michał Cezak, inspektor szkolny w Rypinie, został zmuszony na początku października 1939 do przekazania swoich obowiązków niemieckiemu inspektorowi Woywodowi. Polskich nauczycieli wydalono z zajmowanych przez nich dotychczas mieszkań służbowych, łudząc ich jednak, że będą mogli zachować pracę. 21 października pedagodzy zostali wezwani do budynku rypińskiego starostwa celem udziału w konferencji oświatowej, związanej jakoby z przygotowaniami do rozpoczęcia nowego roku szkolnego. Rzekoma konferencja okazała się w rzeczywistości pułapką, gdyż kilkudziesięciu przybyłych nauczycieli zostało natychmiast uwięzionych przez Niemców. Aresztowania nauczycieli odbywały się również w następnych dniach. W ciągu kilku dni zatrzymanych zostało łącznie 96 osób, w większości wskazanych przez Nikolaia i pozostałych członków Selbstschutzu. Ofiarą masowych aresztowań padali również inni przedstawiciele tzw. polskiej warstwy przywódczej – ziemianie, urzędnicy, prawnicy, lekarze, studenci, członkowie organizacji krzewiących polskość, chłopi i robotnicy cieszący się autorytetem w swych środowiskach, a nawet uczniowie szkół średnich. Ponadto w dniach 20–22 października aresztowano na terenie powiatu rypińskiego osiemnastu księży katolickich.
Aresztowanych Polaków i Żydów umieszczano przede wszystkim w piwnicach dawnego komisariatu przy ulicy Warszawskiej 20, który stanowił kwaterę główną miejscowego Selbstschutzu, jak również siedzibę rypińskiego Gestapo. Budynek ten rychło stał się znany wśród polskiej ludności jako „Dom Kaźni”.

## Zbrodnie w „Domu Kaźni”
W piwnicach „Domu Kaźni’ więzieni byli nie tylko mieszkańcy powiatu rypińskiego, lecz również aresztanci przywożeni z Brodnicy, Grudziądza, Lipna, Lubawy, Mławy oraz Wąbrzeźna. Między innymi w ostatnich dniach października przywieziono do „Domu Kaźni” grupę duchownych z diecezji chełmińskiej, których po kilku dniach wywieziono do obozu przejściowego dla księży w Oborach.
Polacy i Żydzi osadzeni w „Domu Kaźni” byli traktowani przez Selbstschutzmanów z ogromną brutalnością. Na porządku dziennym było nieustanne bicie (ulubioną „rozrywką” Kniefalla było batożenie na beczce) i wyrafinowane tortury. Więźniów szczuto psami, wbijano im gwoździe w plecy, zalewano usta gipsem. Zdarzały się wypadki mordowania małych dzieci przez rozbijanie ich główek o ścianę. Uwięzione kobiety padały ofiarą gwałtów. Z zeznań świadków wynika, iż najgorsze były noce, kiedy pijani Selbstschutzmani przystępowali do katowania więźniów. Całą noc słychać było wówczas krzyki i jęki torturowanych ofiar, świst nahajek oraz huk strzałów na podwórzu więziennym lub w innych celach . Zdarzyło się ponoć, iż dwie noce były względnie spokojne, gdyż kat odgniótł sobie ręce od pracy przy zabijaniu więźniów . Ze szczególnym okrucieństwem potraktowano zwłaszcza Stanisława Sierakowskiego, przedwojennego prezesa Związku Polaków w Niemczech. Przed śmiercią Sierakowski został bardzo ciężko pobity, wylewano też na niego wiadra z odchodami. W końcu zamordował go osobiście Kniefall, wbijając mu nóż w oko. Wraz z Sierakowskim zamordowano jego żonę, Helenę z Lubomirskich Sierakowską – aktywistkę Związku Polaków w Niemczech. Córka Sierakowskiego, Teresa („Renia”) Gniazdowska, będąca wówczas w zaawansowanej ciąży, została zabita strzałem w tył głowy przez Heinricha Schlieskego. W piwnicach „Domu Kaźni” zakatowany na śmierć został również inspektor Michał Cezak oraz Wacław Malanowski – kierownik szkoły powszechnej nr 1 w Rypinie.
Na podwórzu „Domu Kaźni” Selbstschutzmanni przeprowadzali zbiorowe egzekucje więźniów. 31 października rozstrzelano tam dużą grupę mężczyzn narodowości żydowskiej (według niektórych relacji nawet do 100 ofiar) oraz 200-osobowy transport skazańców przywiezionych z Brodnicy. Z kolei w nocy z 2 na 3 listopada doszło w „Domu Kaźni” do wielkiej egzekucji nauczycieli. Po każdej egzekucji ślady krwi na dziedzińcu posypywano piaskiem i zgarniano szuflą do pojemnika na śmieci. Ukrainiec Aleksiejew wyrywał zamordowanym złote zęby, które wraz z innymi cennymi przedmiotami odebranymi ofiarom oddawano do depozytu w gabinecie Kniefalla. Ciała pomordowanych grzebano w pobliskich lasach rusinowskich lub skrwileńskich. Często do pracy przy zakopywaniu zwłok wykorzystywano żydowskich więźniów, których następnie również mordowano.
Więźniów, których nie zamordowano w „Domu Kaźni”, wywożono w odludne miejsca pod Rypinem i tam rozstrzeliwano. Największe egzekucje miały miejsce w lasach skrwileńskich, w pobliżu wsi Rak. Między 15 października a 15 listopada 1939 Selbstschutz rozstrzelał tam co najmniej kilkuset mieszkańców Rypina, Brodnicy, Wąbrzeźna, Skrwilna oraz innych miejscowości. Ofiary grzebano w ośmiu masowych grobach o wymiarach 4 metry na 3 metry lub 5 metrów na 3 metry. Między innymi pod koniec października 1939 zamordowano tam 12 członków rypińskiego Judenratu , a w listopadzie – grupę 50 harcerzy z Grudziądza. Ofiary przywożono na miejsce straceń samochodami ciężarowymi krytymi plandeką. Czasami krępowano im ręce drutem kolczastym. Przed egzekucjami – co potwierdzają zeznania świadków – Niemcy torturowali skazańców. Rozstrzeliwano ich zazwyczaj ogniem broni maszynowej, tak aby ciała wpadały do wykopanej uprzednio mogiły. Po zakończeniu egzekucji Selbstschutzmani urządzali zazwyczaj libację w pobliskim Skrwilnie.
Ponadto w połowie października 1939 członkowie Selbstschutzu rozstrzelali pewną liczbę Polaków i Żydów na boisku sportowym w Rypinie oraz na miejscowym cmentarzu żydowskim. Około 200 mieszkańców powiatu rypińskiego zamordowano także w lasach rusinowskich.

## Ofiary
Masowe zbrodnie na terenie „Domu Kaźni” i w pobliskich lasach miały miejsce przede wszystkim w październiku i listopadzie 1939. Trudno precyzyjnie określić ilu Polaków i Żydów zostało tam wówczas zamordowanych, gdyż w sierpniu 1944 – w związku ze zbliżaniem się Armii Czerwonej – Niemcy przystąpili do zacierania śladów zbrodni. Ciała pomordowanych, pochowane w lasach skrwileńskich, zostały wykopane i spalone. Do pracy przy ekshumacji i paleniu zwłok Niemcy wykorzystali grupę dwunastu radzieckich jeńców wojennych, których zakwaterowano w szopie na opał przy szkole w Skrwilnie. Akcja zacierania śladów zbrodni prowadzona była do końca sierpnia. Swąd palonych ciał stale dochodził w tym czasie do okolicznych wsi. Po zakończeniu pracy radzieccy jeńcy zostali zamordowani.

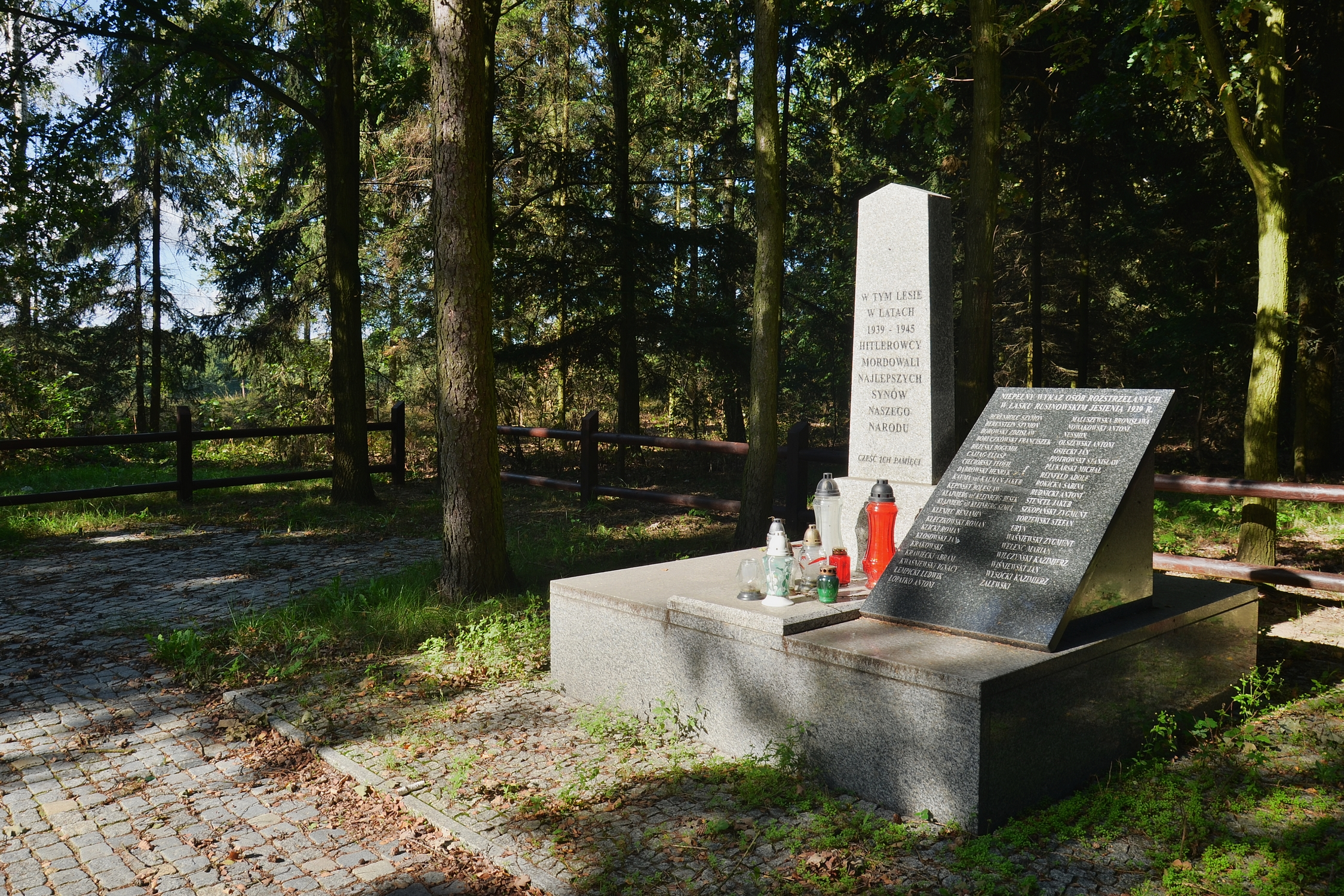
Lasek rusinowski, pomnik ofiar

Mirosław Krajewski obliczył, że w październiku i listopadzie 1939 przez „Dom Kaźni” przeszło ok. 1100 więźniów, podczas gdy liczbę osób zamordowanych bądź pogrzebanych w lasach skrwileńskich ocenił na około 1450. Maria Wardzyńska ocenia, iż w obu tych miejscach zamordowano po kilkuset Polaków i Żydów, do czego należy także doliczyć około 200 ofiar egzekucji w lasach rusinowskich oraz nieustaloną liczbę ofiar zamordowanych na boisku sportowym i cmentarzu żydowskim w Rypinie. Niektóre źródła podają, że jesienią 1939 mogło zginąć z rąk niemieckich okupantów nawet do 2000 mieszkańców powiatu rypińskiego .
Żaden z członków rypińskiego Selbstschutzu nie stanął przed sądem za zbrodnie popełnione jesienią 1939.

## Pamięć

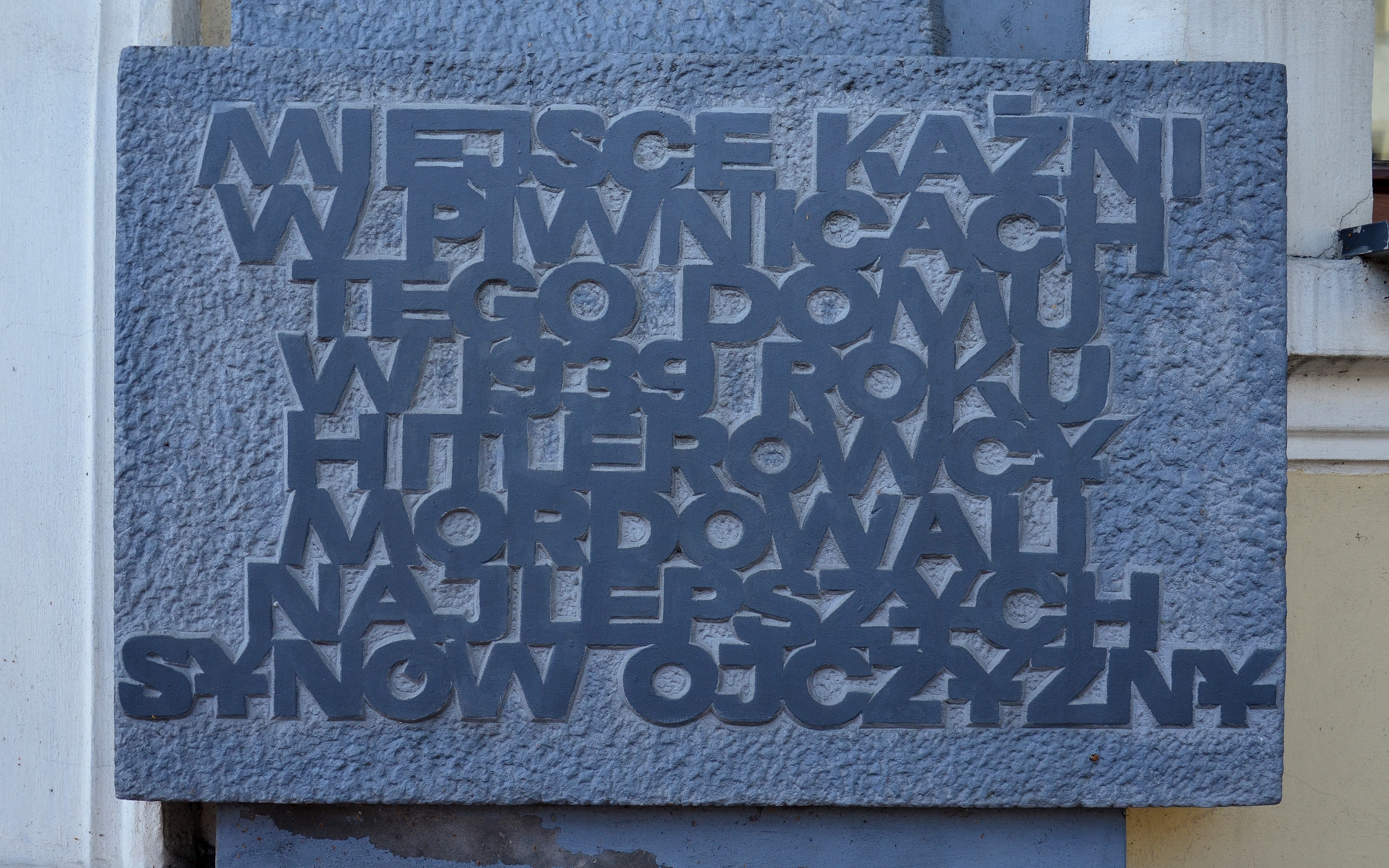
Tablica pamiątkowa na ścianie muzeum

8 maja 1968 roku z inicjatywy Edwarda Koźmińskiego, Romana Piotrowskiego oraz członków Towarzystwa Miłośników Ziemi Rypińskiej na terenie dawnego „Domu Kaźni” utworzono Regionalną Izbę Pamięci Narodowej. W jej skład weszły dwie ekspozycje – martyrologiczną i archeologiczną. W 1980 roku Izba Pamięci Narodowej została przekształcona w Muzeum Ziemi Dobrzyńskiej, stanowiące filię Muzeum Ziemi Kujawskiej i Dobrzyńskiej we Włocławku . Na ścianach „Domu Kaźni”, jak również na miejscach straceń w lasach rusinowskich i skrwileńskich umieszczono pamiątkowe tablice.